# Ami Suzuki
Ami Suzuki (鈴木 亜美?, Suzuki Ami; Zama, 9 febbraio 1982) è una cantante, disc jockey e musicista giapponese.

## Biografia
Dopo aver partecipato al talent show televisivo Asayan, è diventata una delle più popolari figure idol della seconda metà degli anni novanta. Nel 2000 è stata coinvolta in una controversia che la ha vista affrontare problemi legali con la sua società di gestione con conseguente inserimento in una lista nera da parte dell'industria discografica. Ha cercato nel 2004-2005 di ritornare protagonista sulle scene musicali con la canzone Delightful, che ha avuto un ottimo successo nelle classifiche Oricon e ha quindi firmato un contratto con la Avex Trax. Ha anche lavorato occasionalmente come attrice in film (Rainbow Song, 2006), serie televisive e altro.

## Discografia
Album studio
- 1999: SA
- 2000: Infinity Eighteen Vol. 1
- 2000: Infinity Eighteen Vol.2
- 2005: Around the World
- 2007: Connetta
- 2008: Dolce
- 2008: Supreme Show